# Relevio
Il relevio, altrimenti detto laudémio, era un tipico tributo feudale esistente nel Regno normanno di Sicilia continuando ad esistere nei successivi regni di Napoli e Sicilia fino alla eversione della feudalità, dovuto al Re dal feudatario in due occasioni:
- all'atto della sua prima investitura;
- al momento della successione feudale.

Nel secondo caso, gli eredi del feudatario potevano conservare il possesso dei beni immobili solo dopo aver pagato una somma (detta appunto relevio) che in un certo senso rinnovava e perpetuava l'investitura feudale del dante causa.

## Storia del tributo
Il relevio come tale nasce in epoca normanna, intorno al X secolo, ma vanta un illustre precedente: la vicesima hereditatis, introdotta da Ottaviano Augusto con la Lex vicesima hereditatum et legatorum, che colpiva i trasferimenti di ricchezza a favore di persone esterne al nucleo familiare: liberti, concubine, ecc.

La ratio della Lex augustea consisteva nell'intento di "moralizzare" la società: infatti, la quota di beni ereditabili da una persona celibe era fissata dalla legge, e qualunque eccedenza veniva incamerata direttamente dal Fiscus, analogamente a quanto avveniva per i lasciti disposti a favore di persona indigna o di un erede premorto al testatore o che avesse perso i diritti civili.

Il relevio normanno aveva una diversa ratio: come si intuisce dalla radice latina re-levo (ossia rilevare, riottenere), i feudi (alla morte del titolare) tornavano nelle mani dell'unico proprietario legittimo della terra (il Re), e gli eredi -per riacquistarne il possesso- dovevano pagare una somma al Re stesso.
Nella prima metà dell'XI secolo, il relevio è corrisposto solo dai valvassori, ma dopo pochi decenni (XII secolo) è esteso a tutti i feudatari.

Il tributo è menzionato anche nella Magna Charta; anche in Inghilterra era stato introdotto dai Normanni a partire dal secolo XI.
Alcune fonti documentano l'esistenza del relevio ancora nel XVIII secolo (v. documento) e nel XIX secolo (nel Comune di Laurito).

## Evoluzione del tributo
Nella configurazione originale, il tributo era una prestazione consuetudinaria in natura e consisteva nella dazione di un cavallo (o altro animale da trasporto), ma ben presto si trasforma nella dazione di una somma di denaro di una certa entità.

Nell'Italia meridionale (Regno di Napoli), alla fine del XVII secolo, è documentato che dagli introiti del relevio lo Stato abbia incassato circa 30.000 ducati napoletani all'anno (circa 1.340.000 euro).
Dal sistema tributario feudale, il relevio viene mutuato nel diritto canonico, ed è presente fra le tasse che la Curia Romana incassava dai vescovi che assumevano il ministero clericale.

Ildebrando da Soana, divenuto papa Gregorio VII, nel Sinodo di Roma del 1075, emanò un decreto con cui stabilì che «Nessun ecclesiastico riceva in alcun modo una chiesa dalle mani di un laico ... sotto pena di scomunica per colui che la dà ... e per colui che la riceve». Questo provvedimento drastico conseguì l'effetto sperato, cioè di stroncare il mercimonio diffuso tra i signori carolingi e i vescovi di nuova nomina, i cui uffizi erano quasi messi all'asta (al miglior offerente, ossia a chi offriva la somma più elevata a titolo di relievo).
Ulteriore riproduzione del relevio, stavolta nell'ambito dell'ordinamento burocratico statuale, è il pagamento di una cd. "tassa di nomina" da parte degli impiegati, quasi a titolo di cauzione per le funzioni da svolgere.

## Struttura del tributo
L'importo del relevio che il nuovo feudatario doveva versare, era pari alla metà delle entrate provenienti dai beni del feudo, diminuito dell'importo dell'adoa.
Più che ad una imposta di successione, il relevio è assimilabile ad un canone corrispettivo di concessione di natura feudale, occorrendo non solo il pagamento di una somma all'atto dell'acquisto del possesso dei beni, ma anche il regio assenso.

## Procedimento per il pagamento del relevio
Il tributo del relevio prevedeva una successione di fasi:
1) Entro un anno dalla morte del feudatario, il chiamato all'eredità doveva presentare una Petizione del Relevio alla Regia Camera della Sommaria, contenente l'offerta di una somma ritenuta congrua. La Regia Camera apriva un'istruttoria per accertare sia il diritto alla successione da parte del richiedente sia il valore ed il reddito effettivi dei beni feudali (per commisurare l'importo del tributo); 

2) il richiedente la successione solitamente era invitato a predisporre ed esibire il fascicolo impropriamente denominato relevio, contenente  documenti, testimonianze e perizie giustificative del possesso e dei redditi da inviare alla Regia Camera.

3) A chiusura della fase istruttoria e dell'esame dei documenti inviati, la Camera provvedeva all'invio della "Significatoria del relevio", cioè alla liquidazione del tributo; 

4) l'erede, riconosciuto come nuovo feudatario, veniva iscritto nei Cedolari come legittimo possessore del feudo stesso, non prima di aver depositato la somma del relevio.

La "Significatoria" e i "Cedolari" erano documenti fiscali, ma non sempre erano descrittivi di situazioni reali: spesso, gli eredi (con la complicità dei funzionari della Regia Camera) occultavano il valore reale del feudo o lo dichiaravano come bene "burgensatico", ossia esente dal relevio perché già assoggettato alla tassa annuale di bonatenenza.